# هولي كيسر
هولي كيسر (بالإنجليزية: Holly Kiser)‏ هي عارضة أمريكية، ولدت في 1986 في كوبورن في الولايات المتحدة.

## وصلات خارجية
- هولي كيسر على موقع IMDb (الإنجليزية)
- هولي كيسر على موقع قاعدة بيانات الفيلم (الإنجليزية)
- هولي كيسر على موقع دليل عارضات الأزياء (الإنجليزية)